# Radium Round (album)
Pour les articles homonymes, voir Radium (homonymie).
Albums de Waltari
Decade
(1998) Evangelicum / Evankeliumi show
(1999)
Radium Round est un album du groupe Waltari, sorti en 1999. C'est le 10e album du groupe.

## Liste des titres
1. Back To The Bottom
2. Every Bad Day
3. Broken Bizarre
4. Power Of Thoughts
5. Atom Angel
6. Number None
7. Radium Round
8. Love Rocket
9. The Plan
10. City Neurotic
11. Scum
12. 4000 Years

## Critique
À venir

## Composition du groupe
- Roope Latvala (guitare)
- Kärtsy Hatakka (chant, basse, clavier)
- Jariot Lehtinen (guitare, chant)
- Janne Parviainen (batterie)